# Amphineurus (Amphineurus) pita
Amphineurus (Amphineurus) pita is een tweevleugelige uit de familie steltmuggen (Limoniidae). De soort komt voor in het Australaziatisch gebied.